# Breguet-Richet Gyroplane
Breguet-Richet Gyroplane é um protótipo de giroplano (modelo de asas rotatórias) desenvolvido pela Breguet.

## Projeto e desenvolvimento
O No.I Gyroplane foi uma das primeiras tentativas de criar uma aeronave de asa rotativa prática. Ele foi projetado pelos irmãos Breguet com a ajuda do Professor Charles Richet. A aeronave tinha um quadro de aço descoberto aberto com um assento para o piloto e um motor no centro. Irradiando da estrutura central, foram quatro braços tubulares de aço, cada um com um par sobreposto de quatro pás rotores. Para eliminar o efeito de torque, dois conjuntos de rotores foram conduzidos no sentido horário e dois anti-horário.

## Serviço operacional
Em 29 de setembro de 1907, Giro plano No.I foi levado pela primeira vez, embora a uma elevação de apenas 0,6 metros (2,0 pés).  Não foi um voo livre, quatro homens foram utilizados para deixar a estrutura firme. Não era controlável nem dirigível, mas foi a primeira vez que um dispositivo de asa rotativa tinha se levantado . Mais tarde voou 1,52 m (4,99 Pés) acima do solo. O projeto foi melhorado e No. II Giro plano apareceu no ano seguinte. No.II teve dois rotores de lâmina de 7,85 m de diâmetro (25,75 pés) e também tinha asas fixas. Alimentado por uma kW 41 (55 cv) do motor Renault, foi relatado ter voado com sucesso mais de uma vez em 1908. No.II foi danificada em uma aterragem violenta e foi reconstruída como a No.II bis. Ele voou pelo menos uma vez em abril de 1909 antes de ser destruído quando as obras da empresa foram seriamente danificadas em uma forte tempestade.

## Especificações (No.I)
Tripulação: 1 piloto,
Diâmetro do rotor principal: 4 x 8 m (26 pés 3)
Altura: 3,7 m (12 pés 1 ¾ in)
Área da asa: 14,7 m² (158,23 ft2)
Área do rotor principal: 26 m² (279,87 ft2)
Peso vazio: 500 kg (1.102 £)
Peso bruto: 578 kg (1.274 £)
Propulsão: 1 × motor de pistão Antoinette, 30/34 kW (40/45 HP) cada
Autonomia: 0 horas 1 minutos
Teto de serviço: 0,6 m (2 pés)